# Niklasgraben
Der Niklasgraben, am Unterlauf Teichhubbach, auch Niklasbach bzw. Niklbach (tschechisch Včelínek, auch Sedlecký potok) ist ein rechter Nebenfluss der Thaya in Tschechien und Niederösterreich.

## Verlauf
Der Niklasgraben entspringt am nördlichen Ortsausgang von Kleinschweinbarth im Weinviertel, Österreich. Sein Oberlauf führt zunächst mit nordöstlicher Richtung am westlichen Fuße des Schweinbarther Berges (337 m ü. A.) vorbei durch die Waschbergzone. Beim Hügel Kóta (216 m n.m.) erreicht der Bach die österreichisch-tschechische Grenze und bildet auf einer Länge von zwei km den Grenzbach zwischen beiden Staaten. Am Šibeniční vrch (Galgenberg, 238 m n.m.) ändert der Niklasgraben/Včelínek seine Richtung nach Osten; über den Bach führt hier die Grenzbrücke zwischen der Brünner Straße und der Silnice I/52. Anschließend fließt der Včelínek auf tschechisches Gebiet, wo ihm über den Kanal Brod-Bulhary-Valtice Wasser aus dem oberen Neumühler Thayastausee zugeleitet wird. Danach wird der Bach im Nový rybník (Portzteich bzw. Lehteich) angestaut und von der Bahnstrecke Břeclav–Hrušovany nad Jevišovkou überquert.
Der Mittellauf des Včelínek führt vorbei an Sedlec (Voitelsbrunn) in den Teich Nesyt (Nimmersatt bzw. Steindammteich) – mit 322 Hektar der größte Teich in Mähren. Bei Hlohovec (Bischofswarth) setzt sich die Kaskade der vom Včelínek gespeisten Lednické rybníky mit dem Hlohovecký rybník (Bischofswarther Teich bzw. Grenzteich, 104 Hektar), Prostřední rybník (Mitterteich, 49 Hektar) sowie dem Mlýnský rybník (Mühlteich, auch Apollo, 107 Hektar) fort. Über den Damm des Prostřední rybník führt die Bahnstrecke Boří les–Lednice, die Bahnstation Lednické rybníky befindet sich zwischen dem Prostřední rybník und dem Mlýnský rybník; südlich der beiden Teiche erstreckt sich der Boří les (Theimwald).
Auf seinem Unterlauf erreicht der Včelínek das Dolnomoravský úval (Südliches Marchbecken). Südöstlich von Lednice (Eisgrub) ändert der Bach seine Richtung nach Südosten und fließt am Rande der Thayaauen parallel zur Thaya und deren Altarmen an Charvátská Nová Ves (Oberthemenau) vorbei. Die Auwälder linksseitig des Včelínek sind Teil des Naturparks Niva Dyje. Zwischen Poštorná (Unterthemenau) und Břeclav (Lundenburg) mündet der Včelínek nach 27 km gegenüber dem Teich Včelín unterhalb des Wehres in den Thayaentlastungsarm (odlehčovací rameno Dyje). Der durchschnittliche Durchfluss an der Mündung liegt bei 0,19 m³/s.
In Österreich wird der Mühlbach als Oberlauf des Teichhubbaches und der Niklasgraben als ein Zufluss angesehen.

## Geschichte
Der Niklasgraben bildete vom Nikolsburger Galgenteich (Šibeník) abwärts bis zu den Thayaauen die historische Landesgrenze zwischen Mähren und Niederösterreich. Nach der Anlegung der großen Fischteiche wurde die Grenze an deren Südufer verlegt; lediglich der Porzteich blieb geteilt, hier verlief die Grenze über die Porz-Insel. 1826 wurde der gesamte Porzteich einschließlich der Insel der mährischen Herrschaft Nikolsburg zugeordnet. Am Bischofswarther Teich, Mitterteich und Mühlteich erfolgte im 19. Jahrhundert eine neue Grenzziehung durch die Teichmitte. In den Thayaauen floss der Bach wieder auf niederösterreichisches Gebiet und mündete gegenüber dem Schloss Lundenburg bei der Grenzbrücke in einen Thayaarm; die ehemalige Mündung ist der nach den Flussbegradigungen im 20. Jahrhundert entstandene Teich Včelín.
Durch den Vertrag von Saint-Germain wurden der neu gegründeten Tschechoslowakei im Jahre 1920 größere Gebiete rechtsseitig des Niklasgrabens zwischen dem Portzer Teich und Unterthemenau einschließlich der Stadt Feldsberg zugeschlagen. Seitdem bildet der Niklasgraben nur noch auf einem kurzen Abschnitt zwischen dem Galgenteich und Portzer Teich zwischen Mikulov und Drasenhofen die Staatsgrenze.

## Zuflüsse
- Bründlbach (r), an der Grenze
- Mikulovský potok bzw. Mikulovský odpad (l), an der Grenze beim Šibeník (Galgenteich)
- Kanal Brod-Bulhary-Valtice (l), oberhalb des Nový rybník (Portzteich)
- Mušlovský potok (l), im Nový rybník
- Rybniční potok/Mühlbach (r), an der Insel Portz im Nový rybník
- Úvalský potok (r), im Nesyt (Nimmersatt)
- Valtický potok (r), im Nesyt
- Allah (r), beim Tempel der drei Grazien im Prostřední rybník (Mitterteich)